# Gunnar Christensen
Gunnar Normandus Fjord Christensen  (8. juli 1913 i København-7. juli 1986 i Odense) var en dansk atlet og politimand. 
Han begyndte sin idrætslige karriere i Odense Gymnastikforening, men fik sin gennembrud 1936 i AIK 95 i København, hvor han uddannede sig til politimand frem til 1939.
Han deltog ved OL 1936 i Berlin og deltog på 200 meter, hvor han blev slået ud i indledende heat med tiden 23,1 og 400 meter, hvor han kom til anden omgang med 49,3 og 51,0. 
Han satte samme år flere dansk rekord på både 200 og 400 meter med 21,9, sat på DM og 49,5 og to gange 49,3, sat i indledende heat på OL og på DM. Han blev dermed den første dansker under 50 sekunder på 400 meter. Han flyttede hjem til Odense 1940 og forbedrede rekorden til 49,0 da han vandt DM 1941 på Odense Atletikstadion.
Han vandt ti danske mesterskaber; fem på 400 meter og tre på 200 meter og et i femkamp. 
Det sidste kom 1946 i hammerkast, som han var begyndt at træne da han under anden verdenskrig tjænestegjorde som politiassistent i København. 
Han deltog i hammerkast på EM i Oslo 1946 og blev nummer ti på 45,94. I 1949 kastede han hammeren ud på 52,33, hvilket på det tidspunkt var det ottende bedste resultat i Europa.

## Internationale mesterskaber
- 1946 EM Hammerkast 10.plads 45,94
- 1946 EM 4 x 100 meter 43.1 5. plads Hold: Tage Egemose, Børge Stougaard, Gunnar Christensen og Arne Thisted
- 1936 OL 400 meter indl. heat 49,3 kvartfinale 51,0
- 1936 OL 200 meter indl. heat 23,1

## Danske mesterskaber
- Sølv 1949  Hammerkast  50,11
- Sølv 1948  Hammerkast  49,44
- Guld 1946  Hammerkast  49,77
- Bronze 1943  200 meter  22,7
- Sølv 1943  Længdespring  6,66
- Bronze 1943  Kuglestød  12,56
- Sølv 1942  Længdespring  6,84
- Guld 1941  200 meter  22,7
- Guld 1941  400 meter  49,0
- Guld 1940  200 meter  22,5
- Guld 1940  400 meter  50,7
- Guld 1939  400 meter  51,1
- Sølv 1939  200 meter  22,9
- Sølv 1938  400 meter  49,9
- Bronze 1938  200 meter  22,9
- Guld 1937  400 meter  49,4
- Sølv 1937  200 meter  22,3
- Guld 1936  200 meter  21,9
- Guld 1936  400 meter  49,3
- Guld 1936  Femkamp 2955
- Sølv 1934  400 meter  51,4
- Bronze 1932  400 meter  52,4

## Personlige rekorder
- 200 meter: 21.9 (1936) DR
- 400 meter: 49.0 (1941) DR
- Længdespring: 7,21 (1943)
- Hammerkast: 52,33 (1949)
- Tikamp: 5888p. (1940)